# 도드-프랭크 월스트리트 개혁 및 소비자 보호법
도드-프랭크 월스트리트 개혁 및 소비자 보호법(영어: Dodd–Frank Wall Street Reform and Consumer Protection Act), 흔히 도드-프랭크 법(영어: Dodd–Frank Act)으로 불리는 이 법은 2010년 7월 21일에 제정된 미국 연방법이다. 이 법은 대침체 이후 금융 규제를 전면 개편했으며, 모든 연방 금융 규제 기관과 거의 모든 금융 서비스 산업 부문에 영향을 미치는 변화를 가져왔다.
금융 규제 시스템의 변화를 요구하는 광범위한 목소리에 응답하여, 2009년 6월 버락 오바마 대통령은 "대공황 이후 볼 수 없었던 규모의 변화인 미국 금융 규제 시스템의 전면 개혁" 제안을 발표했다. 그의 제안에 기반한 법안은 미국 하원에 바니 프랭크 의원(매사추세츠주 민주당)에 의해, 미국 상원에 크리스 도드 상원의원(코네티컷주 민주당)에 의해 제출되었다. 도드-프랭크 법안에 대한 의회의 지지는 대부분 민주당 의원들로부터 나왔다. 상원 공화당 의원 3명이 법안에 찬성하여 상원 필리버스터를 통과할 수 있었다.
도드-프랭크 법은 금융 규제 시스템을 재편하여 저축 감독청을 폐지하고, 미국 예금보험공사와 유사한 기존 기관에 새로운 업무를 할당하며, 소비자 금융 보호국 (CFPB)과 같은 새로운 기관을 설립했다. CFPB는 신용카드, 모기지 및 기타 금융 상품과 관련된 소비자 남용을 방지하는 역할을 맡았다. 이 법은 또한 미국 금융 안정성에 대한 위협을 식별하기 위해 금융 안정성 감독 위원회와 금융 연구국을 설립하고, 연방준비제도에 시스템적으로 중요한 기관을 규제할 새로운 권한을 부여했다. 대기업의 청산을 처리하기 위해 이 법은 질서 있는 청산 권한을 만들었다. 한 조항인 볼커 룰은 은행이 특정 종류의 투기적 투자를 하는 것을 제한한다. 이 법은 또한 증권 기반 스왑에 대한 규제 면제를 폐지하고, 신용파산스왑 및 기타 거래가 거래소 또는 청산소를 통해 청산되도록 요구했다. 다른 조항들은 기업지배구조, 1256 계약, 신용평가기관과 같은 문제에 영향을 미친다.
도드-프랭크 법은 일반적으로 버락 오바마 대통령 재임 기간 동안 제정된 가장 중요한 법률 중 하나로 평가된다. 연구에 따르면 도드-프랭크 법은 금융 안정성과 소비자보호를 개선했지만, 경제적 영향에 대해서는 논쟁이 있었다. 2017년, 재닛 옐런 연방준비제도 이사회 의장은 "연구의 균형은 우리가 시행한 핵심 개혁이 신용 가용성이나 경제 성장을 부당하게 제한하지 않으면서 회복력을 상당히 높였다는 것을 시사한다"고 말했다. 일부 비평가들은 이 법이 금융 산업에 적절한 규제를 제공하지 못했다고 주장한다. 반면, 아메리칸 액션 포럼과 리얼클리어정책 같은 다른 단체들은 이 법이 경제 성장과 소규모 은행에 부정적인 영향을 미쳤다고 주장했다. 2018년, 이 법의 일부 조항은 경제 성장, 규제 완화 및 소비자 보호법에 의해 폐지되고 완화되었다.

## 기원 및 제안

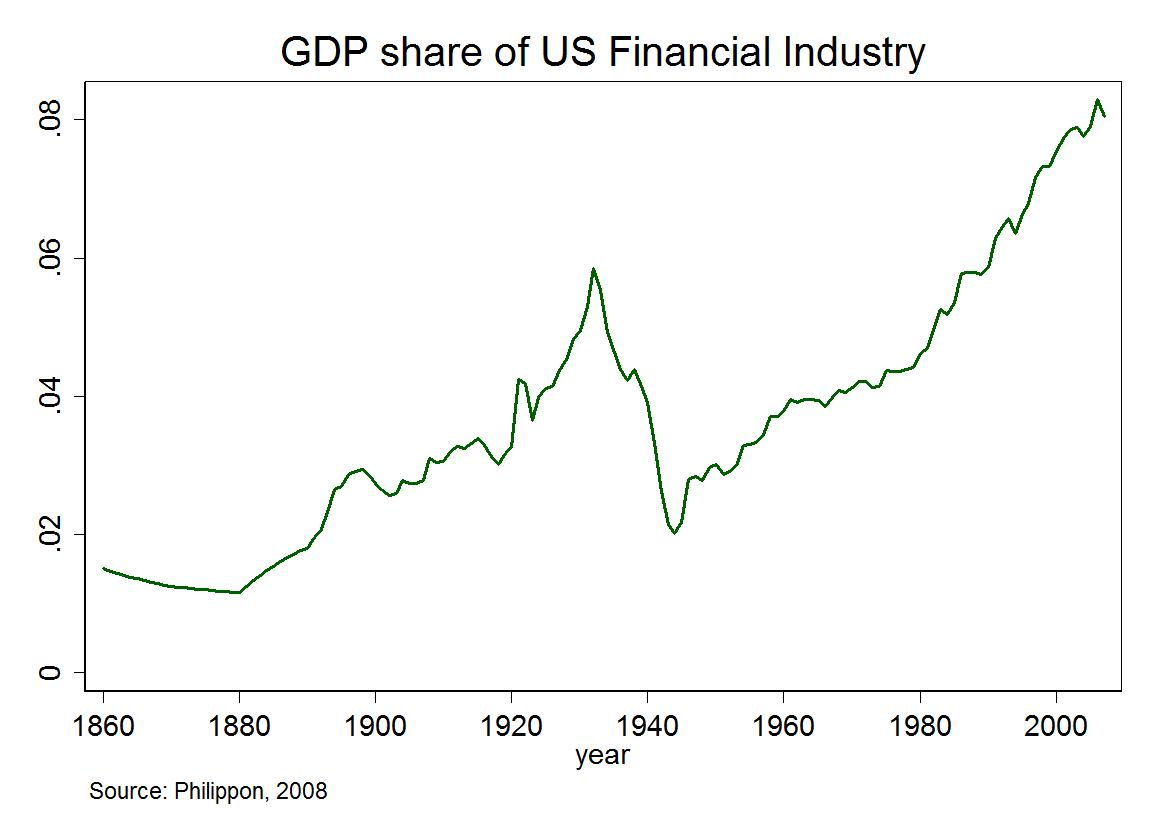
1860년 이후 미국 금융 부문의 GDP 점유율

세계 금융 위기 (2007년~2008년)로 인해 규제 시스템의 변화를 요구하는 목소리가 광범위하게 퍼졌다. 2009년 6월, 오바마 대통령은 "대공황 이후 볼 수 없었던 규모의 변화인 미국 금융 규제 시스템의 전면 개혁" 제안을 발표했다.
최종 법안이 협의회를 거쳐 통과될 때 오바마 대통령은 그가 제안했던 개혁의 90%가 포함되었다고 말했다. "새로운 기반" 개요에 나타나는 순서대로 나열된 오바마의 원래 제안의 주요 구성 요소는 다음과 같다:
1. 규제 기관 통합, 국가 저축 은행 헌장 폐지, 시스템 위험을 평가하기 위한 새로운 감독 위원회;
2. 파생상품의 투명성 증대(거래소 도입)를 포함한 금융 시장의 포괄적인 규제;
3. 새로운 소비자 보호 기관과 "기본적인" 상품에 대한 통일된 기준, 그리고 투자자 보호 강화를 포함한 소비자 보호 개혁;
4. 기존 미국 예금보험공사(FDIC) 권한을 보완하여 파산 기업의 질서 있는 정리 해산을 허용하는 "해결 체제"를 포함한 금융 위기 도구, 그리고 연방준비제도(Fed)가 "특이하거나 긴급한 상황"에서 대출 연장을 위해 재무부의 승인을 받도록 하는 제안; 그리고
5. 회계 개선 및 신용평가기관에 대한 규제 강화와 관련된 제안을 포함하여 국제 표준 및 협력 증진을 목표로 하는 다양한 조치.

오바마 대통령의 요청에 따라 의회는 2010년 1월 이 제안에 볼커 룰을 추가했다.

## 입법 응답 및 통과

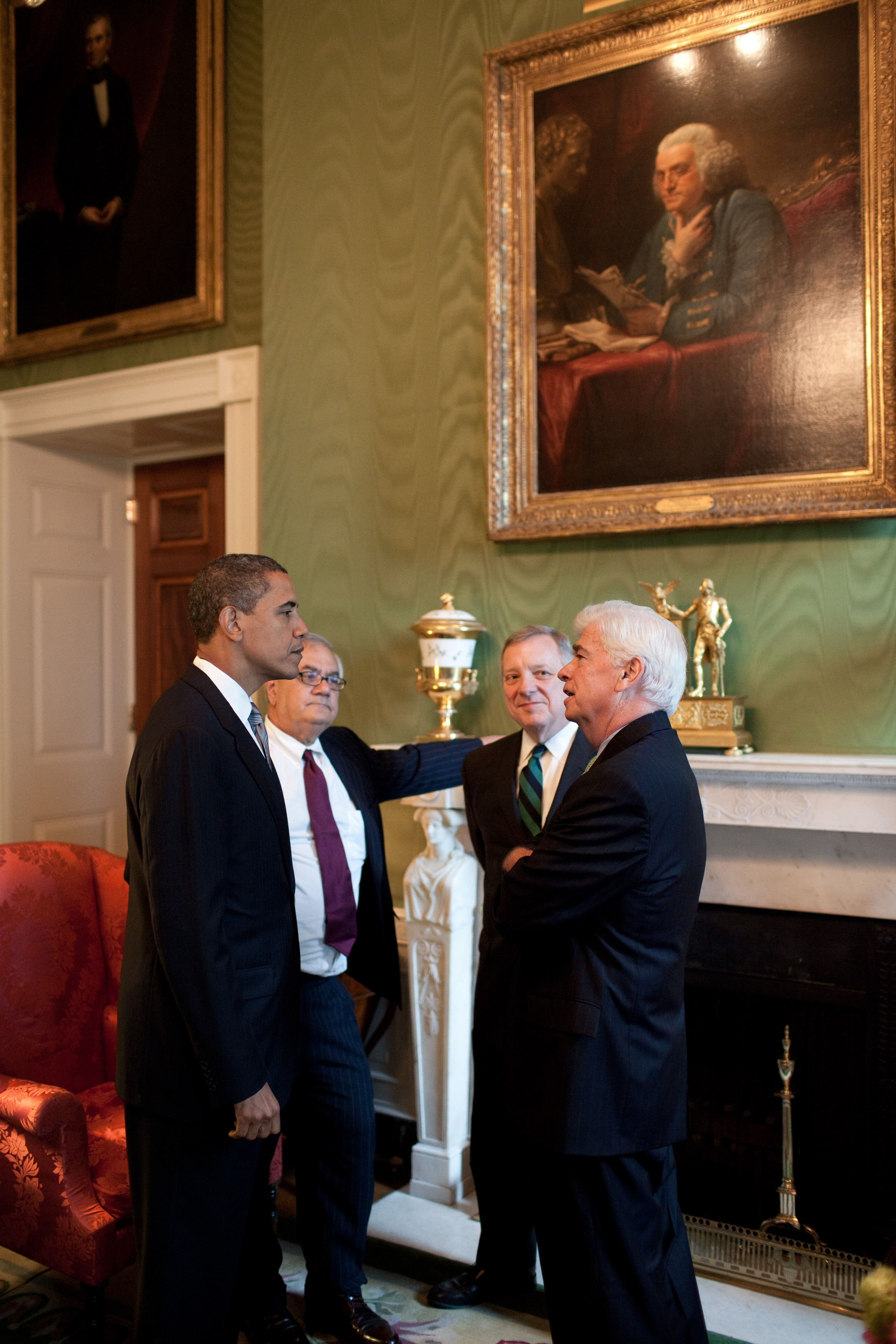
백악관에서 2009년 6월 17일 금융 규제 개혁 발표에 앞서 버락 오바마 대통령이 바니 프랭크 하원의원, 딕 더빈 상원의원, 크리스 도드 상원의원과 회의하는 모습

오바마의 제안 이후 나온 법안들은 대체로 제안과 일치했지만, 일부 추가 조항과 실행 방식의 차이가 있었다.
볼커 룰은 오바마의 2009년 6월 초기 제안에는 포함되지 않았지만, 오바마는 하원 법안이 통과된 후 2010년 1월에 이 규칙을 제안했다. 예금 은행이 자기매매를 하는 것을 금지하는 이 규칙(이는 글래스-스티걸 법의 투자 및 상업 은행업 겸업 금지와 유사하다)은 상원 법안에서만 통과되었고, 회의 위원회는 이 규칙을 약화된 형태로 법안의 619조에 제정하여 은행들이 자체 자본의 최대 3%를 사모펀드와 헤지펀드에 투자할 수 있도록 허용했으며 또한 헤징 목적의 거래도 허용했다.
2009년 12월 2일, 수정된 법안이 당시 금융 서비스 위원회 의장이었던 바니 프랭크에 의해 미국 하원에, 그리고 전 의장이었던 크리스 도드에 의해 상원 은행 위원회에 제출되었다. 법안의 초기 버전은 12월에 하원에서 223대 202의 투표로 주로 당론에 따라 통과되었고, 2010년 5월에는 상원에서 수정안과 함께 59대 39의 투표로 다시 주로 당론에 따라 통과되었다.
그 후 법안은 회의 위원회로 넘어갔고, 상원 법안이 기본 텍스트로 사용되었지만 몇몇 하원 조항이 법안의 기본 텍스트에 포함되었다. 최종 법안은 상원에서 60대 39로 통과되었는데, 이는 미국 상원의 필리버스터를 저지하는 데 필요한 최소한의 표차였다. 올림피아 스노, 수전 콜린스, 그리고 스콧 브라운만이 법안에 찬성표를 던진 유일한 공화당 상원의원이었고, 러스 파인골드는 법안에 반대 표를 던진 유일한 민주당 상원의원이었다.
백악관이 입장을 취하지 않았지만 최종 법안에 남은 조항 중 하나는 SEC가 "프록시 접근"에 대해 규정할 수 있도록 하는 것이다. 이는 자격을 갖춘 주주들이(그룹 포함) 주주들에게 보내는 기업 프록시 선언서를 수정하여 자체 이사 후보를 포함할 수 있도록 하는 것이며, 규칙은 SEC가 정한다. 이 규칙은 크리스 도드에 의해 협의회에서 성공적으로 이의 제기되었다. 그는 백악관의 압력 아래 그러한 접근과 이사 지명 권한을 회사 지분 5% 이상을 2년 이상 보유한 단일 주주에게만 제한하는 수정안을 제출했다.
"더빈 수정안"은 최종 법안의 조항으로, 판매자를 위한 직불카드 교환 수수료를 줄이고 결제 처리 경쟁을 높이는 것을 목표로 한다. 이 조항은 하원 법안에는 없었다. 이는 딕 더빈의 상원 법안에 대한 수정안으로 시작되었고, 이에 대한 로비 활동이 이어졌다.
뉴욕 타임스는 두 법안의 조정 전에 비교를 발표했다. 2010년 6월 25일, 협의회는 하원과 상원 법안의 조정을 마쳤고 4일 후에 협의회 보고서를 제출했다. 협의회는 법안의 이름을 "2010년 미국 금융 안정성 회복법"에서 변경했다. 하원은 2010년 6월 30일 237대 192로 협의회 보고서를 통과시켰다. 7월 15일, 상원은 60대 39로 법안을 통과시켰다. 오바마 대통령은 2010년 7월 21일 법안에 서명하여 법으로 제정되었다.

### 폐지 노력

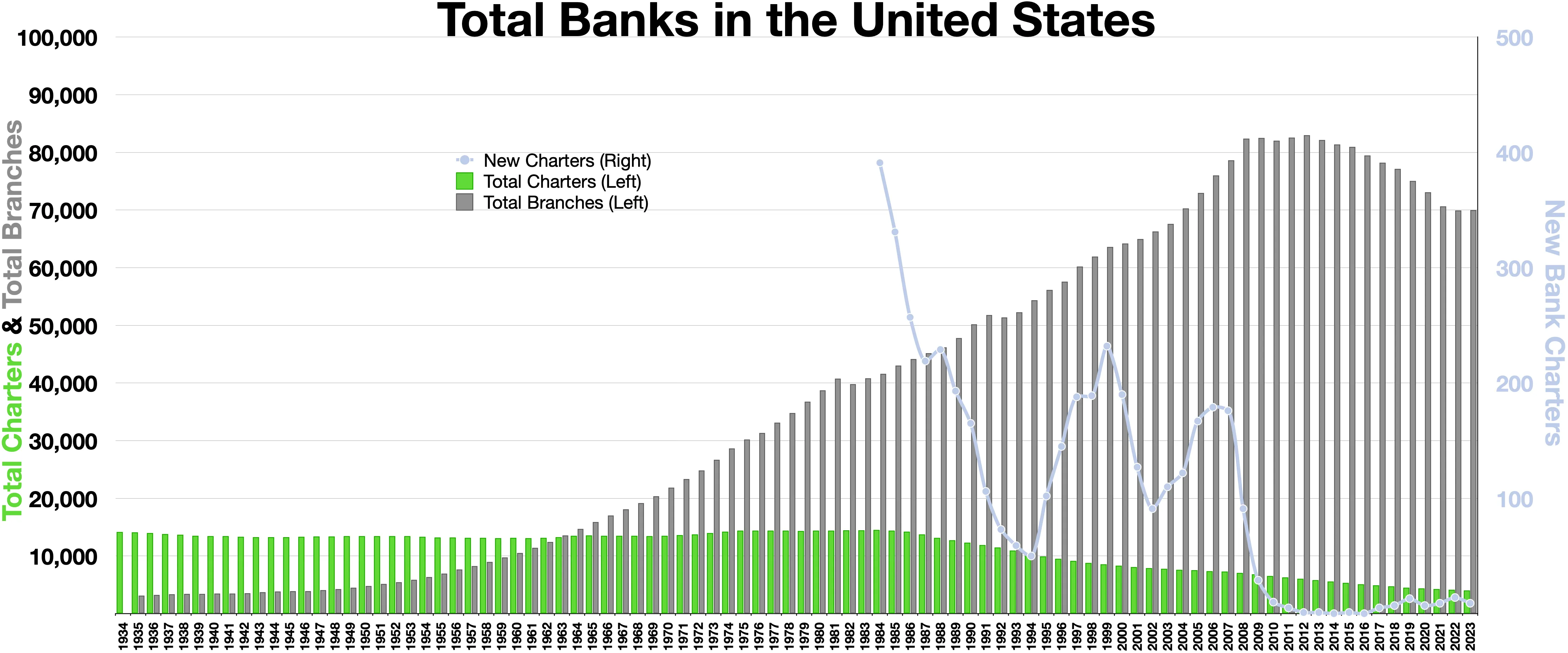
총 인가 (왼쪽)
총 지점 (왼쪽)

도드-프랭크 법 통과 이후, 많은 공화당 의원들은 도드-프랭크 법의 부분적 또는 전체적 폐지를 요구했다. 2017년 6월 9일, 도드-프랭크 법의 "상당 부분을 되돌릴" 금융 선택 법안이 하원을 233대 186으로 통과했다.
바니 프랭크는 이 법의 일부가 실수였다고 말하며 경제 성장, 규제 완화 및 소비자 보호법을 지지했다. 2018년 3월 14일, 상원은 경제 성장, 규제 완화 및 소비자 보호법을 통과시켜, 2500억 달러 자산 한도 미만의 수십 개 미국 은행을 도드-프랭크 법의 은행 규제에서 면제했다. 2018년 5월 22일, 이 법은 하원을 통과했다. 2018년 5월 24일, 도널드 트럼프 대통령은 부분 폐지 법안에 서명하여 법으로 제정되었다.

## 개요

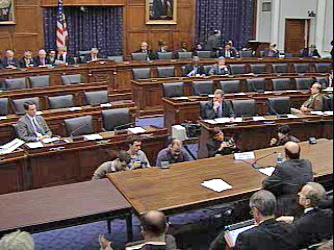
벤 버냉키 (하단 우측), 연방준비제도 이사회 의장이 2009년 2월 10일 하원 금융 서비스 위원회 청문회에서.

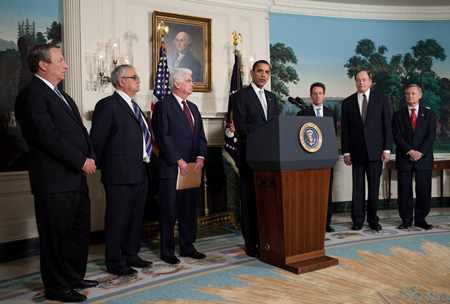
버락 오바마 대통령이 2009년 2월 25일 백악관 외교 접견실에서 경제와 금융 개혁의 필요성에 대해 기자들에게 연설하고 있다.

도드-프랭크 월스트리트 개혁 및 소비자 보호법은 16개 제목으로 분류되며, 한 법무법인의 집계에 따르면 규제기관이 243개의 규칙을 만들고, 67개의 연구를 수행하며, 22개의 정기 보고서를 발행해야 한다.
법안의 목표는 다음과 같다.
금융 시스템의 책임성과 투명성을 개선하여 미국의 금융 안정성을 증진하고, "대마불사"를 종식시키며, 구제 금융을 끝내 미국 납세자를 보호하고, 소비자들을 학대적인 금융 서비스 관행으로부터 보호하며, 기타 목적을 달성한다.
이 법은 기존 규제 구조를 변경하여, 규제 과정을 효율화하기 위해 여러 새로운 기관을 창설하고(다른 기관들을 통합 및 제거하면서), 시스템적 위험으로 간주되는 특정 기관에 대한 감독을 강화하고, 연방준비법을 개정하며, 투명성을 증진하고, 추가적인 변경 사항을 도입한다. 이 법의 의도는 경제와 미국 소비자, 투자자 및 기업을 보호하기 위한 엄격한 기준과 감독을 제공하고, 납세자 자금으로 운영되는 금융기관의 구제 금융을 종식시키며, 경제 안정성에 대한 사전 경보 시스템을 제공하고, 임원 보수 및 기업 지배 구조에 대한 새로운 규칙을 만들며, 2008년 경제 침체를 초래한 특정 허점을 제거하는 것이다. 새로운 기관들은 금융 규제의 특정 측면에 대한 명시적 권한을 부여받거나, 그 권한이 기존 기관으로부터 이전된다. 모든 새로운 기관과 현재 의무가 없는 일부 기존 기관들도 연례(또는 반기) 보고를 의회에 제출하여 현재 계획의 결과와 미래 목표를 설명해야 한다. 설립된 중요한 새로운 기관으로는 금융 안정성 감독 위원회, 금융 연구국, 그리고 소비자 금융 보호국이 있다.
기존 기관 중에서는 규제 시스템을 강화하기 위한 새로운 권한 부여에서부터 권한 이전까지 다양한 변경이 제안되었다. 이러한 변경의 영향을 받는 기관에는 현재 금융 시스템 모니터링에 관여하는 대부분의 규제 기관들(미국 예금보험공사(FDIC), 미국 증권거래위원회(SEC), 통화감독청(OCC), 연방준비제도(Fed), 증권투자자보호공사(SIPC) 등)이 포함되며, 저축 감독청의 최종 폐지(자세한 내용은 타이틀 III – 감독관, FDIC, 연준으로의 권한 이전 참조)도 있다.
실질적으로, 도드-프랭크 법 통과 이전에는 투자 자문사가 지난 12개월 동안 15명 미만의 고객을 보유하고 자신을 일반적으로 대중에게 투자 자문사로 내세우지 않는 경우 SEC에 등록할 필요가 없었다. 이 법은 이러한 면제를 없애고, 수많은 추가 투자 자문사, 헤지 펀드, 사모 펀드 회사들이 새로운 등록 요건의 적용을 받게 했다. 그러나 이 법은 또한 운용 자산이 1억 달러 미만이고 15개 주 이상에 등록되지 않은 비면제 투자 자문사에 대한 감독권을 주 규제 기관으로 이전했다. 2019년 연구에 따르면, 이러한 집행권의 주 규제 기관으로의 전환은 투자 자문사들 사이에서 위법 행위를 30~40% 증가시켰으며, 특히 덜 정교한 고객, 덜 경쟁적인 지역, 그리고 더 많은 이해 상충을 가진 자문사들 사이에서 더 큰 증가를 보였다. 이는 평균적으로 주 규제 기관이 SEC에 비해 자원과 집행 역량이 부족하기 때문인 것으로 보인다.
특정 제2금융권과 그 자회사들은 마치 은행 지주 회사인 것처럼 연방준비제도의 감독을 받게 된다.
이 법이 모든 연방 금융 규제 기관에 영향을 미치고, 하나(저축 감독청)를 폐지하며, 소비자 금융 보호국을 포함한 여러 소비자 보호 기관 외에 두 개(금융 안정성 감독 위원회 및 금융 연구국)를 신설한다는 점에서, 이 법안은 여러 면에서 미국의 금융 시장이 미래에 운영될 방식에 대한 변화를 나타낸다. 이 법안의 조항 중 일부만이 법안 서명 시점에 발효되었다.

## 조항
이 법은 다음과 관련된 다양한 제목을 포함한다.
- 금융 안정성;
- 질서 있는 청산 권한;
- 감독관, FDIC, 연준으로의 권한 이전;
- 헤지펀드 및 기타 자문사 규제;
- 보험;
- 규제 개선;
- 월스트리트 투명성 및 책임성;
- 결제, 청산 및 정산 감독;
- 투자자 보호 및 증권 규제 개선;
- 소비자 금융 보호국;
- 연방준비제도 조항;
- 주류 금융 기관 접근성 개선;
- 페이 잇 백 법;
- 모기지 개혁 및 약탈적 대출 방지법;
- 기타 조항; 그리고
- 1256조 계약.

## 반응

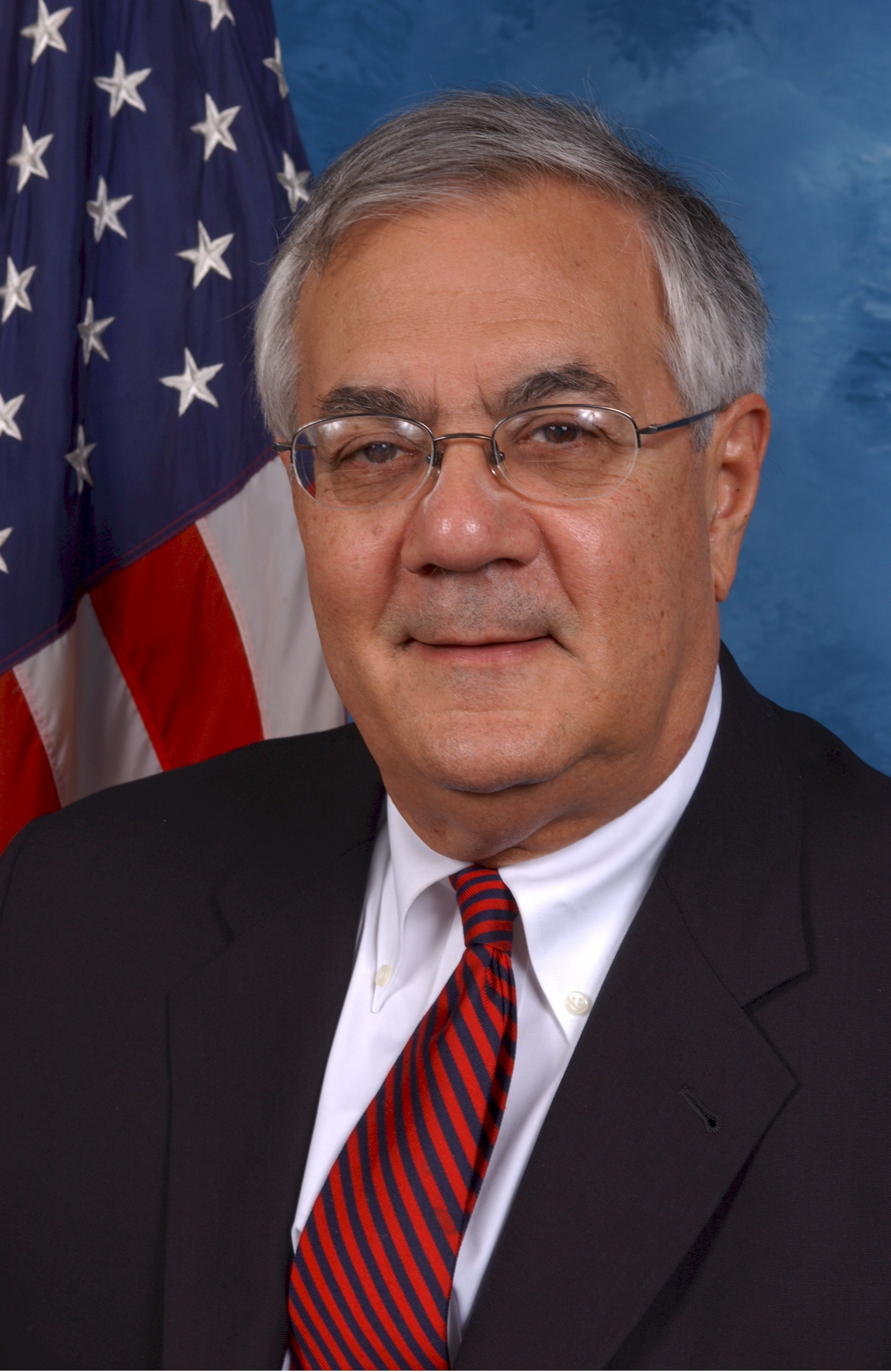
이 법의 공동 입안자인 바니 프랭크 하원의원

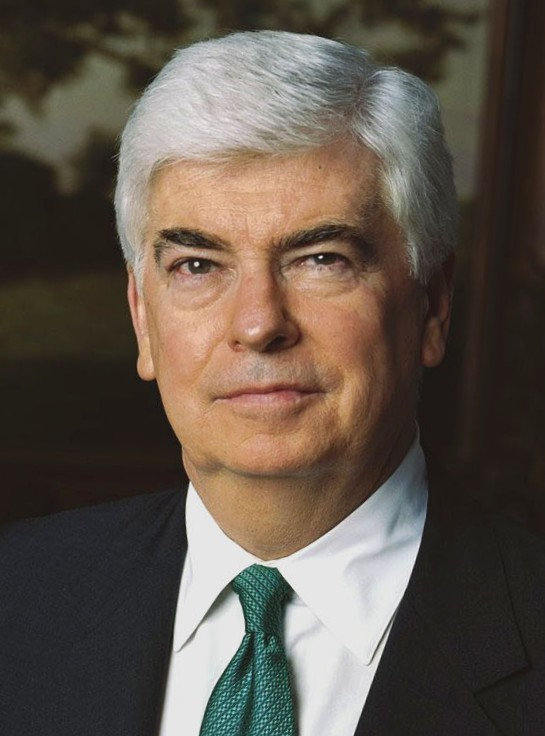
이 법의 공동 입안자인 크리스 도드 상원의원

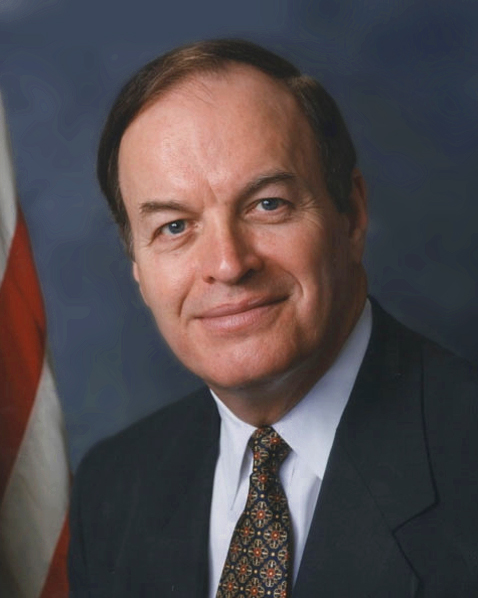
상원 은행 위원회에서 최상위 공화당원인 리처드 셸비 상원의원

### 입법 반응
법안을 공동 제안한 크리스 도드 상원의원은 이 법안을 "광범위하고, 대담하며, 포괄적이고, 오랫동안 지연되었던" 것으로 평가했다. 연준과 그들이 소비자를 보호하는 데 실패했다고 간주하는 점에 대해 도드는 "나는 연방준비제도가 핵심 사업으로 돌아가기를 정말로 원한다. 지난 몇 년 동안 그들이 소비자 보호 책임과 은행 지주 회사 규제를 맡았을 때 그것은 비참한 실패였다. 따라서 그들이 수행하도록 설계된 핵심 기능의 활력을 희생하면서 이러한 역할과 기능을 확대하려는 생각은 잘못된 방향으로 가는 것이다"라고 자신의 의견을 밝혔다. 그러나 도드는 연준에서 다른 기관으로의 권한 이전이 연준 의장 벤 버냉키에 대한 비판으로 해석되어서는 안 되며, 오히려 "작동하는 아키텍처를 구축하는 것에 관한 것"이라고 지적했다.
도드는 이 법안을 초당적인 타협이라는 명목으로 만드는 것은 "엄청난 실수"가 될 것이라고 생각하며 "(당신은) 역사상 이러한 종류의 변화를 만들 수 있는 순간이 거의 주어지지 않으며, 우리는 그렇게 하려고 노력하고 있다"고 말했다. 다시 말해, 도드는 공화당 수정안의 부재를 "법안이 강력하다는" 신호로 해석했다.
상원 은행 위원회에서 최고위 공화당원이자 연준 거버넌스 변경을 제안한 리처드 셸비는 왜 변경이 필요하다고 느꼈는지에 대한 이유를 밝혔다. "그것은 명백한 이해 상충입니다... 기본적으로 은행이 자신의 규제 기관을 선택하거나 선택에 큰 목소리를 내는 경우입니다. 전례가 없는 일입니다." 민주당 상원의원 잭 리드도 이에 동의하며 "연방준비제도 전체의 거버넌스와 운영은 검토되어야 하며 검토되어야 합니다. 우리는 그냥 평소처럼 사업을 할 수는 없다고 생각합니다."라고 말했다.
2003년 주택 시장에서 정부 보조금으로 인한 위험을 경고하는 감사관들에게 "나는 이 상황에서 보조금 주택 쪽으로 좀 더 주사위를 굴리고 싶다"고 말한 바 있는 바니 프랭크는 미국 하원에 자신만의 금융 개혁 입법 패키지를 제안했으며, 안정화법에 대해 직접적인 언급은 하지 않고 개혁 노력이 전혀 일어나지 않았던 것에 만족감을 표했다. "당연히 법안이 완전히 같지는 않겠지만, 우리가 같은 방향으로 나아가고 있다는 것을 확인시켜주고, 적절하고 효과적인 개혁 패키지를 곧 통과시킬 수 있을 것이라는 확신을 재확인시켜 준다."
2010년 4월 21일 상원 공화당 기자회견에서 리처드 셸비는 자신과 도드가 "매일" 만나고 있으며 초당적인 법안을 만들기 위해 노력하고 있다고 밝혔다. 셸비는 또한 "좋은 법안"이 나올 것이며 "우리가 그 어느 때보다 가까워졌다"는 낙관적인 견해를 표명했다. 색스비 챔블리스는 셸비의 의견에 동조하며 "나는 은행 위원회 협상에 대해 셸비 상원의원과 똑같이 느낀다"고 말했지만, 활발한 파생상품 시장을 유지하고 금융 회사들이 해외로 나가지 않도록 하는 것에 대한 우려를 표했다. 케이 베일리 허친슨은 주립 은행들이 연준에 접근할 수 있기를 바랐고, 오린 해치는 투명성 부족과 패니 메이 및 프레디 맥 개혁 부족에 대한 우려를 표명했다.

### 산업 및 기타 단체
미국 은행가 협회 회장 에드 잉글링은 개혁을 즉흥적이고 위험한 것으로 보며, "어느 정도는 변화를 위해 모든 것을 날려버리는 것처럼 보인다... 만약 이런 일이 일어난다면, 규제 시스템은 몇 년 동안 혼란에 빠질 것이다. 이것이 현실 세계에 미치는 영향을 보아야 한다"고 말했다.
증권산업금융시장협회(SIFMA)는 "월스트리트 최고의 로비 단체"로, 이 법을 지지하며 더 강력한 법이 통과되는 것을 막기 위해 의회에 이를 변경하거나 폐지하지 말 것을 촉구했다.
미국과 영국의 고위 투자 은행 관계자들을 대상으로 한 Rimes Technologies Corp의 설문조사에 따르면, 응답자의 86%가 도드-프랭크 법이 데이터 운영 비용을 크게 증가시킬 것으로 예상했다. 대형 은행들은 "도드-프랭크 개혁의 핵심 기능인 수십억 달러의 현금을 준비금으로 보유해야 한다는 점에 대해 수년간 불평했다." 2019년에 웰스 파고와 같은 일부 은행들은 정부 대출 기관에 더 높은 예금 금리를 제공하여, 이전에 필요한 유동성 커버리지 비율을 유지하기 위해 보유했던 예금을 해방시켰다.
유럽 대륙의 학자들도 현재 신뢰 위기에 비추어 광범위한 은행 개혁의 필요성을 논의하며, 도드-프랭크 법보다 더 나아가는 구속력 있는 규제의 채택을 권고했다. 특히 프랑스에서는 SFAF와 World Pensions Council (WPC) 은행 전문가들이 국가 입법을 넘어 유럽 연합법의 권력 분립이라는 더 넓은 맥락에서 그러한 규칙이 채택되고 시행되어야 한다고 주장했다. 이러한 관점은 2012년 7월 리보 스캔들이 드러난 후 더욱 확고해졌으며, 파이낸셜 타임스 사설 위원들과 같은 주류 여론 주도자들은 EU 전역에 걸쳐 "글래스 스티걸 II"의 채택을 요구하고 있다.

### 일자리 창출
월스트리트 저널의 한 사설은 이 법이 스타트업의 자본 조달과 새로운 일자리 창출 비용을 증가시킬 것이라고 추측했다. 다른 논평들은 이러한 영향이 사기 또는 기타 위법 행위 감소 때문일 것이라고 제안한다.

### 기업 지배구조 문제 및 미국 상장 기업

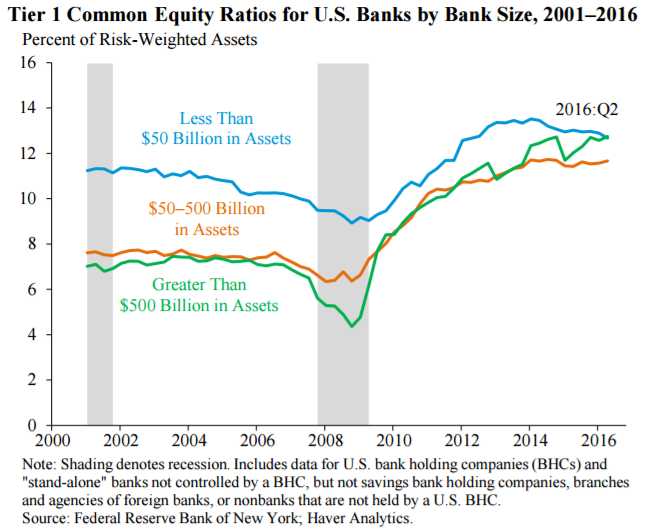
1단계 비율은 은행이 유지하는 재정적 완충 장치의 강도를 나타낸다. 비율이 높을수록 다른 조건이 동일하다면 은행의 재정 상태가 더 강력하다. 도드-프랭크 법은 이 비율을 개선하기 위한 기준을 설정했으며, 그 점에서 성공적이었다.

도드-프랭크 법에는 미국 증권거래위원회(SEC)에 미국 상장 기업의 기업지배구조 문제에 영향을 미칠 몇 가지 새로운 규칙과 규정을 시행하도록 요구하는 여러 조항이 포함되어 있다. 도드-프랭크 법에 의해 제정된 조항 중 다수는 SEC가 새로운 규정을 시행하도록 요구하지만, 의도적으로 언제 규정이 채택되어야 하는지 또는 정확히 어떤 규정이어야 하는지에 대한 세부 사항은 명시하지 않는다. 이를 통해 SEC는 여러 해에 걸쳐 새로운 규정을 시행하고 환경을 분석하면서 조정할 수 있다. 상장 기업들은 앞으로 몇 년 동안 직면할 변화하는 규제 환경에 적응하기 위해 새로운 정책을 채택하기 위해 노력해야 할 것이다.
도드-프랭크 법 제951조는 임원 보수에 관한 조항이다. 이 조항은 SEC가 주주총회 대리 투표 용지에 주주들이 "보수 승인권"과 "황금 낙하산"에 투표하여 임원 보수를 승인하도록 요구하는 규칙을 시행하도록 요구한다. SEC 규정은 최소 3년에 한 번 주주들이 임원 보수에 대한 구속력 없는 '보수 승인권' 투표를 하도록 요구한다. 주주들은 최소 3년에 한 번 보수 승인권 투표를 해야 하지만, 매년, 2년마다 또는 3년마다 투표하도록 선택할 수도 있다. 규정은 또한 주주들이 보수 승인권 투표를 얼마나 자주 할 것인지 결정하기 위해 최소 6년에 한 번 투표를 하도록 요구한다. 또한, 기업들은 합병, 인수 또는 주요 자산 매각 시 임원들에게 지급될 수 있는 황금 낙하산 보수를 공개해야 한다. 프록시 선언서는 또한 주주들에게 황금 낙하산 정책을 승인하기 위한 구속력 없는 투표를 할 기회를 제공해야 한다. 이러한 투표는 구속력이 없으며 이사회 결정보다 우선하지 않지만, 투표 결과를 적절히 고려하지 않으면 부정적인 주주 반응을 야기할 수 있다. 이러한 요건을 다루는 규정은 2011년 1월에 시행되었고 2011년 4월에 발효되었다.
도드-프랭크 법 제952조는 독립적인 보상 위원회와 그 자문가 및 법률 팀을 다룬다. 이 조항들은 SEC가 이러한 거래소에 상장된 상장 기업의 보상 위원회에 대한 기준을 정하도록 요구한다. 이러한 기준에 따라 전국 증권 거래소는 독립적인 보상 위원회를 두지 않는 상장 기업의 상장을 금지한다. 보상 위원회가 독립성을 유지하도록 하기 위해 SEC는 잠재적인 이해 상충을 야기할 수 있는 모든 영역을 식별하고 위원회가 독립적인 것으로 간주되기 위해 충족해야 하는 정확한 요건을 정의하도록 노력해야 한다. 이해 상충 여부를 검토하는 분야 중 일부는 자문가들이 제공하는 다른 서비스, 자문가와 주주 간의 개인적인 관계, 회사 매출의 일정 비율에 해당하는 자문 수수료, 자문가의 주식 보유 등이다. 이 조항들은 또한 보상 위원회를 지원하는 자문가 및 법률 팀에 대해서도 적용되며, 대리 투표 용지에 모든 보상 컨설턴트를 공개하고 이해 상충이 없는지 검토하도록 요구한다. 보상 위원회는 자문가를 선정하고 그들의 보수를 결정하는 데 전적으로 책임이 있다. 보상 위원회와 관련된 문제들을 다루는 최종 규정은 2012년 6월 SEC에 의해 시행되었고 2012년 7월에 발효되었다. 이 규정들에 따라 뉴욕 증권거래소(NYSE)와 NASDAQ도 위원회 자문가 유지에 관한 자체 규칙을 추가했다. 이 규정들은 2013년 SEC의 승인을 받았으며 2014년 초에 완전히 발효되었다.
도드-프랭크 법 제953조는 임원 보수를 결정하기 위한 성과급 정책을 다룬다. 이 조항의 내용은 SEC가 임원 보수 공개에 관한 규정뿐만 아니라 임원 보수 결정 방식에 관한 규정을 만들도록 요구한다. 새로운 규정은 임원에게 지급되는 보수가 회사의 주가 또는 배당금 가치 변화를 포함하여 재무 성과와 직접적으로 연결되어야 한다고 요구한다. 임원 보수와 이를 정당화하는 재무 성과는 모두 공개되어야 한다. 또한, 규정은 CEO 보수를 CEO 보수를 제외한 중간 직원 보수와 함께 공개하고, 둘 사이의 보수 수준을 비교하는 비율도 포함하도록 요구한다. 성과급에 관한 규정은 2013년 9월 SEC에 의해 제안되었고 2015년 8월에 채택되었다.
도드-프랭크 법 제954조는 보수 회수 정책을 다루며, 이는 임원들이 부정확한 재무 보고로부터 이익을 얻지 못하도록 보장하는 데 사용된다. 이 조항은 SEC가 국가 증권 거래소가 채택해야 하는 규정을 만들도록 요구하며, 이는 상장 기업이 거래소에 상장되려면 회수 정책을 갖추어야 한다는 것을 의미한다. 이러한 정책은 보고 요건을 준수하지 않아 회계 재작성이 이루어지는 경우, 제953조에 명시된 성과급과 관련하여 부적절하게 지급된 보수를 임원들이 반환하도록 요구한다. 회계 재작성이 이루어지면 회사는 재작성 이전 3년 동안 회사와 관련된 현재 또는 전직 임원들에게 지급된 모든 보수를 회수해야 한다. SEC는 2015년 7월에 보수 회수와 관련된 규정을 제안했다.
도드-프랭크 법 제955조는 직원과 이사의 헤지 거래 관행을 다룬다. 이 조항은 SEC가 상장 기업의 대리 투표 용지에 해당 기업의 직원과 이사가 회사 주식에 대해 공매도 포지션을 보유하는 것이 허용되는지 여부를 공개하도록 요구하는 규칙을 시행해야 한다고 규정한다. 이는 회사 주식으로 보상을 받는 직원과 이사뿐만 아니라 단순히 회사 주식 소유자에게도 적용된다. SEC는 2015년 2월에 헤지 관련 규칙을 제안했다.
제957조는 중개인의 의결권과 관련이 있으며, 임원 보수를 다루는 제951조와 연관되어 있다. 제951조는 임원 보수와 황금 낙하산 투표를 주주들에게 요구하는 반면, 제957조는 국가 거래소에 중개인들이 임원 보수에 대해 투표하는 것을 금지하도록 요구한다. 또한, 이 조항의 내용은 SEC가 정하는 이사 선출을 포함한 주요 기업 지배구조 문제에 대해 중개인들이 투표하는 것을 금지한다. 이는 중개인들이 임원들에게 유리하게 주식을 의결하는 경향이 있기 때문에 주주들에게 중요한 문제에 대해 더 많은 영향력을 부여한다. 중개인들은 주주들이 직접 지시한 경우에만 주식을 의결할 수 있다. SEC는 2010년 9월에 제957조의 조항에 관한 뉴욕 증권거래소와 NASDAQ이 정한 상장 규칙을 승인했다.
도드-프랭크 법 제972조에서 정한 추가 조항은 상장 기업이 대리 투표 용지에 현재 CEO와 이사회 의장이 해당 직위를 맡는 이유를 공개하도록 요구한다. 이 규칙은 CEO 또는 이사회 의장의 신규 임명에도 적용된다. 상장 기업은 주주들에게 정보를 제공하기 위해 기존 이사회 의장 또는 CEO를 유지하거나 새로운 인물을 선정하는 결정에 대한 이유를 찾아야 한다.
도드-프랭크 법 제922조의 조항은 내부고발자 보호에 대해서도 다룬다. 새로운 규정에 따라, 상장 기업에서 부적절한 행위를 자발적으로 폭로하는 내부고발자는 상당한 보상을 받을 수 있으며, 그들의 직업도 보호받는다. 규정은 내부고발자에게 100만 달러를 초과하는 기업에 부과된 금전적 제재 금액의 10%에서 30%를 지급받을 권리를 부여한다. 이 조항들은 또한 내부고발자가 부당 해고되었다고 느낄 경우 배심원 재판을 받을 권리를 부여하는 보복 금지 규칙을 시행한다. 배심원이 내부고발자가 부당 해고되었다고 판단하면, 그들은 자신의 직위로 복직되고 미지급 임금 및 법률 비용에 대한 보상을 받아야 한다. 이 규칙은 상장 기업의 모든 사적 자회사에도 적용된다. SEC는 2011년 5월에 이러한 규정을 시행했다.
도드-프랭크 법 제971조는 대리 투표 접근과 주주들이 상장 기업의 이사 후보를 지명할 수 있는 능력과 관련이 있다. 이 조항은 주주들이 대리 투표 자료를 사용하여 다른 주주들과 연락하고 그룹을 형성하여 새로운 이사 후보를 지명할 수 있도록 한다. 과거에는 행동주의 투자자들이 문제를 해결하기 위해 다른 투자자들의 도움을 구하기 위해 자료를 준비하고 우편으로 보내는 데 비용을 지불해야 했다. 3년 동안 투표 주식의 최소 3%를 보유한 주주 그룹은 이사 지명을 할 수 있다. 그러나 주주 그룹은 회사 이사회 구성원의 25%를 초과하여 지명할 수 없으며, 한 명의 지명이 25%를 초과하더라도 항상 최소 한 명의 구성원을 지명할 수 있다. 여러 주주 그룹이 지명을 할 경우, 가장 많은 의결권을 가진 그룹의 지명이 먼저 고려되며, 25% 한도까지 추가 지명이 고려된다.

## 도드-프랭크 법에 대한 헌법적 이의 제기
2012년 7월 12일, 경쟁기업연구소는 텍사스 빅스프링의 스테이트 내셔널 은행과 60플러스 협회와 함께 도드-프랭크 법 조항의 헌법적 타당성에 이의를 제기하는 소송을 컬럼비아 특별구 연방 지방법원에 제기했다. 이 고소장은 법원에 법을 무효화해달라고 요청했으며, 연방 정부에 전례 없는, 견제받지 않는 권한을 부여한다고 주장했다. 이 소송은 2012년 9월 20일에 수정되어 오클라호마주, 사우스캐롤라이나주, 미시간주가 원고로 추가되었다. 이 주들은 법원에 도드-프랭크 법 제2조에 따라 설립된 질서 있는 청산 당국(Orderly Liquidation Authority)의 헌법적 타당성을 검토해달라고 요청했다.
2013년 2월, 캔자스주 법무장관 데릭 슈미트는 캔자스주가 앨라배마주, 조지아주, 오하이오주, 오클라호마주, 네브래스카주, 미시간주, 몬태나주, 사우스캐롤라이나주, 텍사스주, 웨스트버지니아주와 함께 소송에 참여할 것이라고 발표했다. 두 번째 수정 고소장에는 이 새로운 주들이 원고로 포함되었다.
2013년 8월 1일, 미국 지방법원 판사 엘렌 시걸 후벨은 원고적격 부족을 이유로 소송을 기각했다. 2015년 7월, 컬럼비아 특별구 항소법원은 일부를 인용하고 일부를 파기하며, 은행은 소송에 참여한 주들과 달리 소송을 제기할 수 있는 원고적격이 있다고 판결하고 사건을 후벨에게 돌려보내 추가 절차를 진행하도록 했다.
2019년 1월 14일, 대법원은 CFPB의 구조가 "독립" 기관으로서 헌법적으로 적합한지에 대한 이의 제기를 기각한 컬럼비아 특별구 순회 항소법원의 판결을 재심리하는 것을 거부했다.

## 영향

### 미국 의회예산처
2010년 4월 21일, CBO는 이 법안 시행에 따른 비용 추정치를 발표했다. CBO는 서론에서 법안에 대해 간략히 논의한 다음, 현행법 하에서 금융 위기의 비용을 평가할 수 없다고 일반적으로 진술했으며, 이 법안(또는 기타 제안된 아이디어) 하에서 유사한 위기의 비용을 추정하는 것은 마찬가지로(그리고 본질적으로) 어렵다고 덧붙였다. "[...] CBO는 이 법안에 따른 추정 비용이 미래 금융 위기 및 경제 전체에 대한 위험을 다루는 대체 접근 방식의 비용보다 적을지 또는 많을지 결정하지 못했다."
연방 예산에 미치는 영향 측면에서, CBO는 2011년에서 2020년 사이에 적자가 감소할 것으로 추정하고 있는데, 이는 질서있는 청산 기금에 초기 자본을 공급하기 위해 부과되는 위험 기반 평가 수수료 때문이기도 하다. 그 이후에는 기금에 대한 수익의 증가분이 이자 지급에서 발생할 것이며(이는 예산 수입으로 계산되지 않으므로 연방 적자에 영향을 미치지 않아 기금 관련 예산 수치에 부정적인 영향을 미친다), 결국 기금에 납부되는 금액(수수료 형태)이 기금 자체의 지출을 초과할 것으로 예상한다.
비용 추정치는 또한 기금 자본화의 시간 범위에 대한 의문을 제기한다. 그들의 추정치는 2020년까지 기업 부도 처리 예상 비용에 비해 기금에 대한 예상 수수료 가치(및 기금에 대한 이자 수입)를 고려했다. 그들의 결론은 기금을 완전히 자본화하는 데 10년 이상이 걸릴 것이며(그 시점에는 약 450억 달러에 이를 것으로 추정됨), 그 이상의 구체적인 내용은 언급되지 않았다.
2021년부터 시작되는 4개의 연속적인 10년 기간 중 적어도 한 기간에는 적자가 50억 달러 이상 증가할 것으로 예측되었다.

### 소규모 은행에 미치는 영향
AP 통신은 이 법안이 은행에 부과하는 비용에 대응하여 일부 은행이 고객에게 무료 수표 발행 관행을 중단했다고 보도했다. 소규모 은행들은 새로운 규제에 대응하여 모기지 및 자동차 대출과 같은 일부 사업을 중단할 수밖에 없었다. 규제 준수 팀의 규모도 커졌다.
2013년 헤리티지 재단은 대출 상환 능력을 잘못 판단한 대출 기관을 차용인이 고소할 수 있는 새로운 능력을 지적하며, 소규모 대출 기관들이 증가된 위험으로 인해 모기지 시장에서 퇴출될 것이라고 예측했다.
하버드 대학교의 한 연구는 도드-프랭크 법의 규제가 소규모 은행에 해를 끼쳤다고 결론지었다. "커뮤니티 은행의 미국 은행 자산 및 대출 시장 점유율은 1994년 40% 이상에서 [2015년] 약 20%로 감소했다." 현재 이 수치는 13-15%에 가깝다. 이 연구자들은 규제 장벽이 대형 금융 기관을 겨냥한 입법자들의 의도에도 불구하고 소규모 은행에 가장 큰 부담으로 작용했다고 믿었다. 그러나 다른 전문가들은 1994년 리글-닐 법 이후 커뮤니티 은행들이 통합되어 왔다는 점을 지적하며 이 주장에 이의를 제기하고, 심지어 법 통과 후 커뮤니티 은행 파산이 감소한 것을 인용하여 2010년 이후 커뮤니티 은행들이 더 잘하고 있다고 주장한다.
법령 준수는 보고 요건 충족 사업에서 일자리 이동 또는 일자리 창출을 초래한 것으로 보이며, 동시에 범죄 위반을 보고하는 직원을 해고하기 더 어렵게 만들었다. 도드-프랭크 법 반대자들은 이 법이 일자리 창출에 영향을 미쳐 엄격한 규제로 인해 실업률이 크게 증가할 것이라고 믿는다. 그러나 관리예산처는 그 반대를 증명하기 위해 비용 대비 혜택을 "화폐화"하려고 노력한다. 그 결과 혜택이 비용을 초과하는 긍정적인 관계를 보여준다. "10년 동안 OMB는 비용 및 혜택 데이터를 사용할 수 있는 106개의 주요 규정을 검토했다... 연간 1360억 달러에서 6510억 달러의 혜택 대 연간 440억 달러에서 620억 달러의 비용" (Shapiro and Irons, 2011, p. 8).

### 학술적 견해
재닛 옐런 연방준비제도 이사회 의장에 따르면 2017년 8월, "연구의 균형은 우리가 시행한 핵심 개혁이 신용 가용성이나 경제 성장을 부당하게 제한하지 않으면서 회복력을 상당히 높였다는 것을 시사한다."
일부 전문가들은 도드-프랭크 법이 소비자들을 충분히 보호하지 못하고 대마불사를 종식시키지 못했다고 주장한다. 연구에 따르면 도드-프랭크 법의 신용평가기관에 대한 규제 강화는 신용 등급에 대해 우려하는 기업들의 자금 조달 및 투자에 부정적인 영향을 미쳤다.
법학 교수이자 파산 전문가인 데이비드 스켈은 이 법이 두 가지 주요 주제를 가지고 있다고 결론지었다. "가장 큰 월스트리트 은행 및 금융 기관과의 정부 파트너십"과 "기본적인 법치주의 제약에서 벗어난 규제 기관의 임시 개입 시스템"이다. 그는 "법안의 전반적인 패턴이 불안하다"고 말하면서도 파생상품 거래소와 소비자 금융 보호국과 같이 분명히 도움이 되는 부분도 있다고 결론지었다.
2018년 공화당 주도의 도드-프랭크 법 일부 조항 철회와 관련하여, 위기 후 규제 강화에서 경제 호황기 동안 규제 완화로의 이러한 움직임은 미국에서 반복되는 특징이었다.

### 내부고발자에 의한 합의
SEC의 2017년 도드-프랭크 내부고발자 프로그램 연례 보고서에 따르면: "프로그램 시작 이후 SEC는 내부고발자 정보와 관련된 강제 집행 사건에서 위법 행위자들에게 총 9억 7천 5백만 달러 이상의 금전적 제재를 부과했으며, 이 중 6억 7천 1백만 달러 이상은 부당 이득과 이자의 환수였으며, 대부분은... 피해를 입은 투자자들에게 반환되었다." 내부고발자는 이 법에 따라 이 금액의 10-30%를 받는다. 설립 10년 후, SEC 내부고발자 프로그램은 SEC가 25억 달러 이상의 금융 구제 조치를 취하고 사기당한 투자자들에게 약 5억 달러를 지급할 수 있도록 했다. 또한, 이러한 인센티브는 33,300개 이상의 제보를 생성했다.

### 소비자 금융 보호국 활동
이 법은 금융 시장에서 소비자를 보호하는 임무를 가진 소비자 금융 보호국(CFPB)을 설립했다. 당시 CFPB 국장이었던 리처드 코드레이는 2017년 4월 5일에 다음과 같이 증언했다. "지난 5년 동안 우리는 2,900만 명의 소비자들에게 거의 120억 달러를 돌려주었고, 약 6억 달러의 민사 벌금을 부과했습니다." CFPB는 활동에 대한 반기 보고서를 발행한다.

## 같이 보기
- 세계 금융 위기 (2007년~2008년)
- 브라운-카우프만 수정안
- NYSE 시카고
- 상품선물거래위원회
- 미국의 금융 프라이버시법
- 금융 규제
- 국가별 금융 규제 기관 목록
- NASDAQ
- 뉴욕 증권거래소
- 금융 연구국
- 규제 D (SEC)
- 서브프라임 모기지 사태에 대한 규제 대응
- 증권위원회
- 미국의 증권 규제
- 증권거래소
- 서브프라임 모기지 사태 해결 논쟁
- 2013년 스위스 "기업 약탈 반대" 국민투표
- 대역전 (1983년 영화)
- 볼커 룰
- 월스트리트 개혁
- 포괄적 자본 분석 및 검토

관련 법률
- 1933년: 1933년 증권법
- 1934년: 1934년 증권거래법
- 1938년: 임시 국가 경제 위원회 (설립)
- 1939년: 1939년 신탁증서법
- 1940년: 1940년 투자자문사법
- 1940년: 1940년 투자회사법
- 1968년: 윌리엄스법 (증권 공개법)
- 1975년: 증권거래법
- 1982년: 가른-세인트 저메인 예금 기관법
- 1999년: 그램-리치-블라일리 법
- 2000년: 2000년 상품선물현대화법
- 2002년: 사베인스 옥슬리법
- 2003년: 공정하고 정확한 신용 거래법
- 2006년: 신용 평가 기관 개혁법
- 2018년: 경제 성장, 규제 완화 및 소비자 보호법

## 더 읽어보기
- Financial Reform Summary – 입법 요약, banking.senate.gov 경유
- Dodd Frank – 법/규정 제정 및 뉴스/최신 이벤트 요약
- Report on RAFSA, banking.senate.gov 경유
- Americans for Financial Reform Letters and Statements about the bill Americans for Financial Reform Letters and Statements about the Act
- Davidoff, Steven M. (2010년 7월 15일). “Finding a Good Financial Bill in 2300 Pages”. 《딜북》.
- Summary of the Dodd–Frank Wall Street Reform and Consumer Protection Act, Enacted into Law on July 21, 2010" Davis Polk, & Wardwell LLP, downloaded July 24, 2010
- Dodd–Frank Act, Commentary and Insights by Skadden, Arps, Slate, Meagher & Flom LLP & Affiliates
- Financial Regulatory Reform: What You Need to Know, By Matthew G. Lamoreaux in 회계저널 September 2010
- Dodd–Frank Act, A Brief Legislative History with Links, Reports, & Summaries Law Librarians' Society of Washington, DC
- Dodd–Frank Regulatory Reform Rules 보관됨 4월 9, 2013 - 웨이백 머신 – 연방준비은행 세인트루이스 지점에서 추적한 모든 제안, 중간 및 최종 규칙
- Barth, James; Jahera, John (2010년 8월 3일). 《US enacts sweeping financial reform legislation》. 《Journal of Financial Economic Policy》 2. 192–195쪽. doi:10.1108/17576381011085412.
- The "Pay Ratio Provision" in the Dodd–Frank Act: Legislation to Repeal It in the 113th Congress 미국 의회조사국
- Examining Constitutional Deficiencies and Legal Uncertainties in the Dodd–Frank Act: Hearing Before the Subcommittee on Oversight and Investigations of the Committee on Financial Services, U.S. House Of Representatives, One Hundred Thirteenth Congress, First Session, July 9, 2013
- Examining How the Dodd–Frank Act Hampers Home Ownership: Hearing Before the Subcommittee on Financial Institutions and Consumer Credit of the Committee on Financial Services, U.S. House of Representatives, One Hundred Thirteenth Congress, First Session, June 18, 2013